# Grave Digger
I Grave Digger sono un gruppo musicale power metal tedesco fondato nel 1980 da Chris Boltendahl.

## Storia

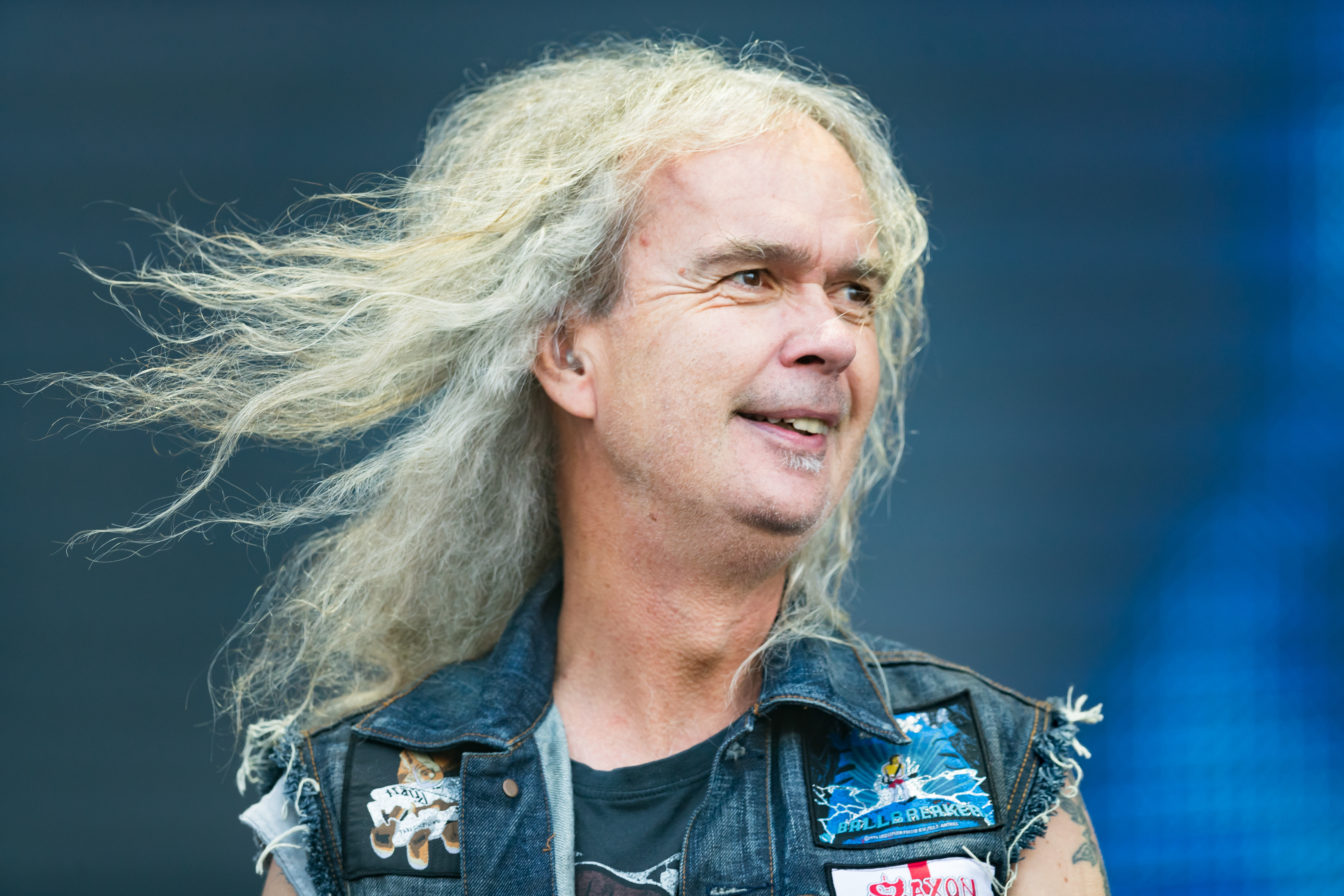
Chris Boltendahl, fondatore del gruppo

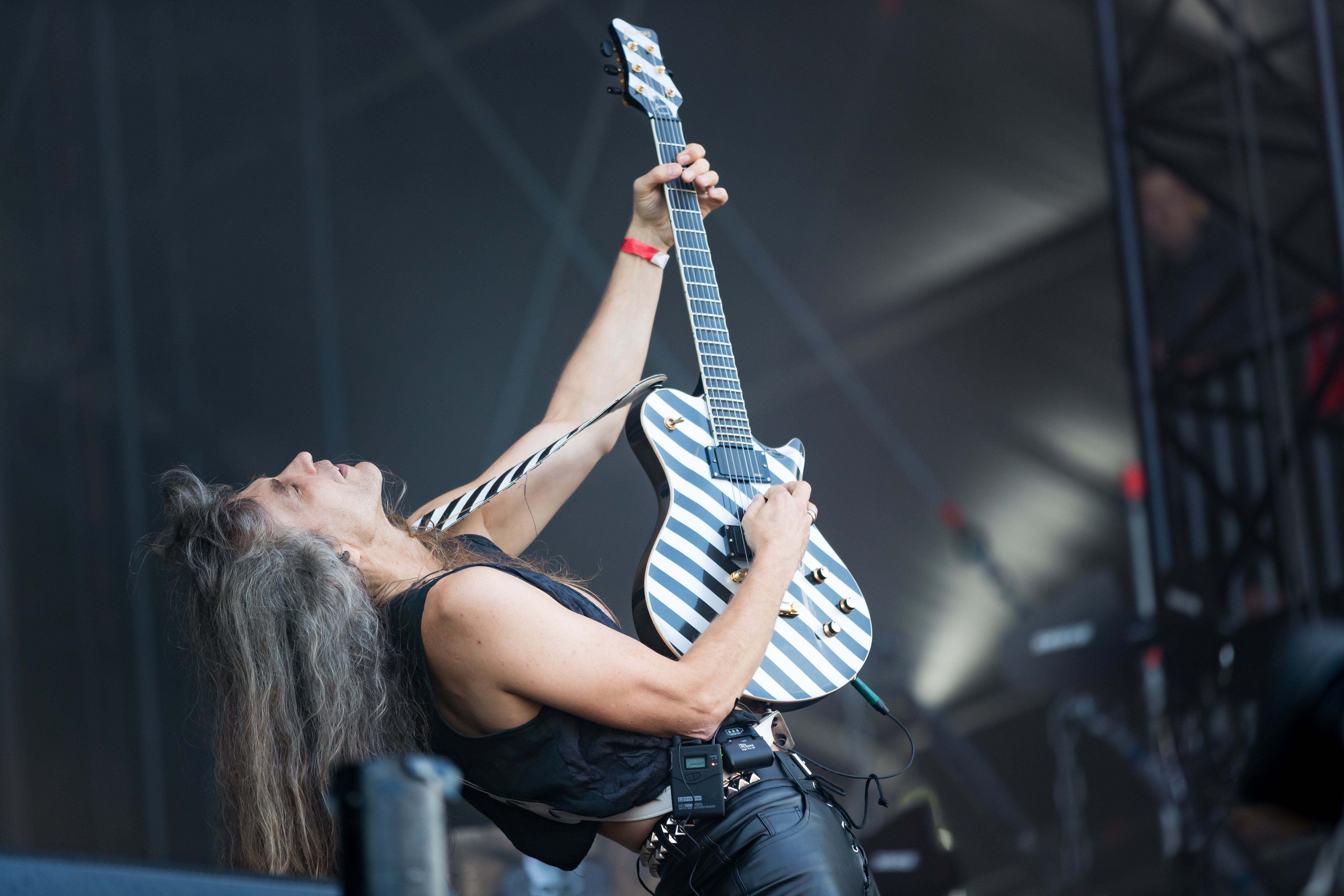
Axel "Ironfinger" Ritt

Nel primo periodo la band suona solo nei piccoli locali fino a pubblicare nel 1983 due canzoni nella compilation Rock from Hell grazie alle quali viene notata dalla Noise Records che decide di farle registrare un album. Pubblicano così il loro primo full length nel 1984, Heavy Metal Breakdown, che vale loro un buon successo.
Dopo il loro terzo album War Games vengono fortemente criticati per i temi militaristi; l'album non ha molto successo e anche il tour di supporto è fallimentare, per questo l'etichetta li obbliga a sfornare un album più commerciale stravolgendo il sound della band e addirittura cambiandone il nome in "Digger". Da tutto ciò nasce nel 1987 Stronger than Ever che però non restituisce alla band teutonica il successo sperato. Il fallimento porta la band allo scioglimento.
I Grave Digger rimarranno fuori dalle scene fino al 1993 che segna il loro ritorno in grande stile con l'album The Reaper. Questa pubblicazione, insieme a quella del Mini-CD Symphony of Death , riporta la band al meritato successo. Il successivo Heart of Darkness lancia il gruppo nel mercato internazionale. I Grave Digger abbandonano le solite tematiche nei tre album che vanno dal 1996 al 1999 dedicandosi alla storia medievale e narrando rispettivamente la storia della Scozia, dei Cavalieri Templari e di Re Artù negli album Tunes of War, Knights of the Cross e Excalibur. Questo trittico regala al combo teutonico fama internazionale e un gran numero di fan. Alla fine del 2000 lo storico chitarrista della band Uwe Lulis decide di abbandonare il gruppo, sembra che sui Grave Digger debba calare ancora una volta il sipario, ma viene ingaggiato Manni Schmidt (ex-Rage) che dà nuova linfa e creatività alla band. Esce così nel 2001 The Grave Digger che segna il ritorno alle tematiche classiche della band ispirato ad alcuni racconti di Edgar Allan Poe. L'anno successivo danno alle stampe il loro primo live Tunes of Wacken registrato all'omonimo festival. I due successivi album sono invece un ritorno alle tematiche storiche. Rheingold si occupa della saga L'anello dei Nibelunghi mentre The Last Supper tratta la tradizione cristiana. Dopo 25 anni di attività i Grave Digger sfornano un altro live registrato a San Paolo, che rappresenta i loro 25 anni di carriera, il doppio album live 25 to Live.

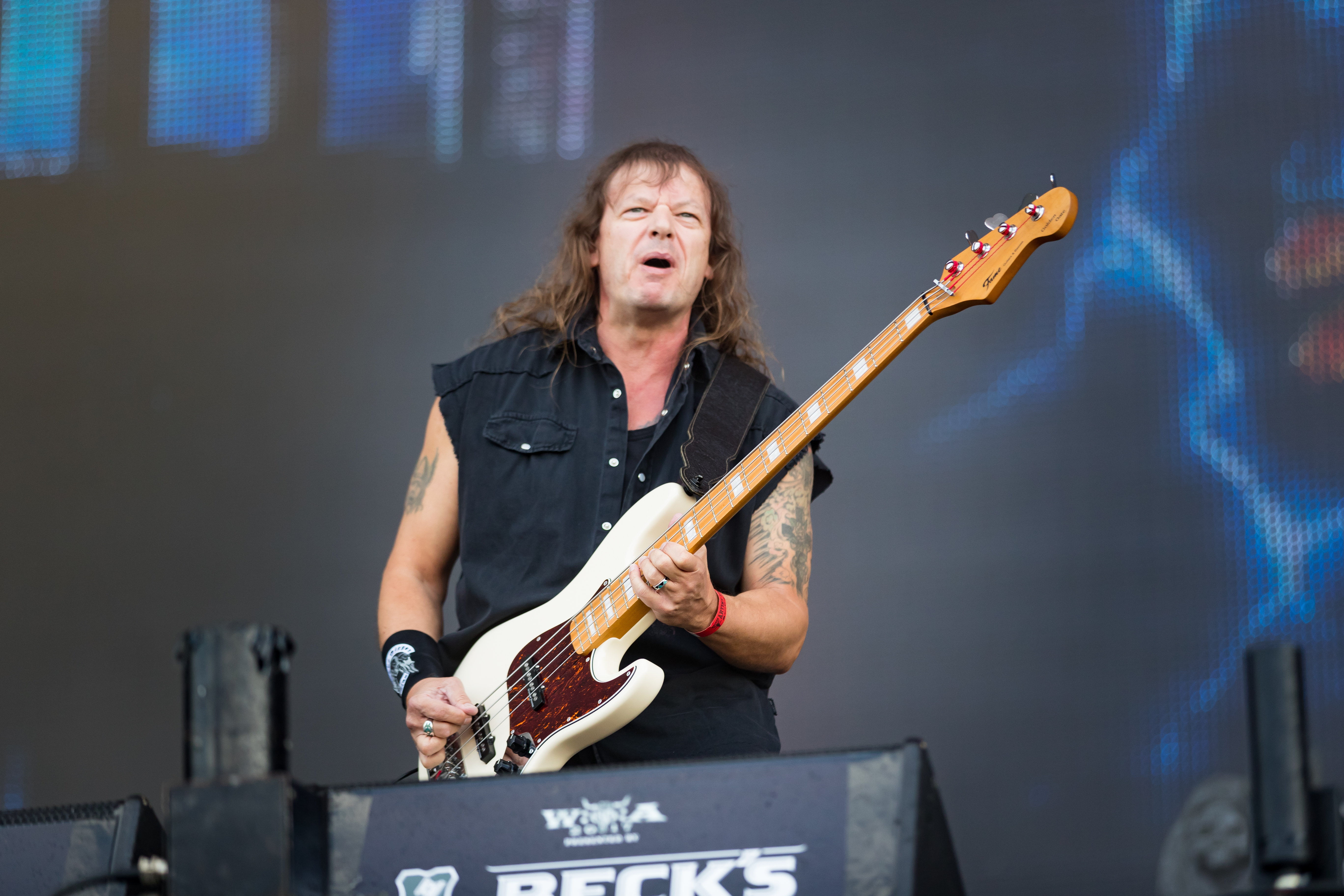
Jens Becker

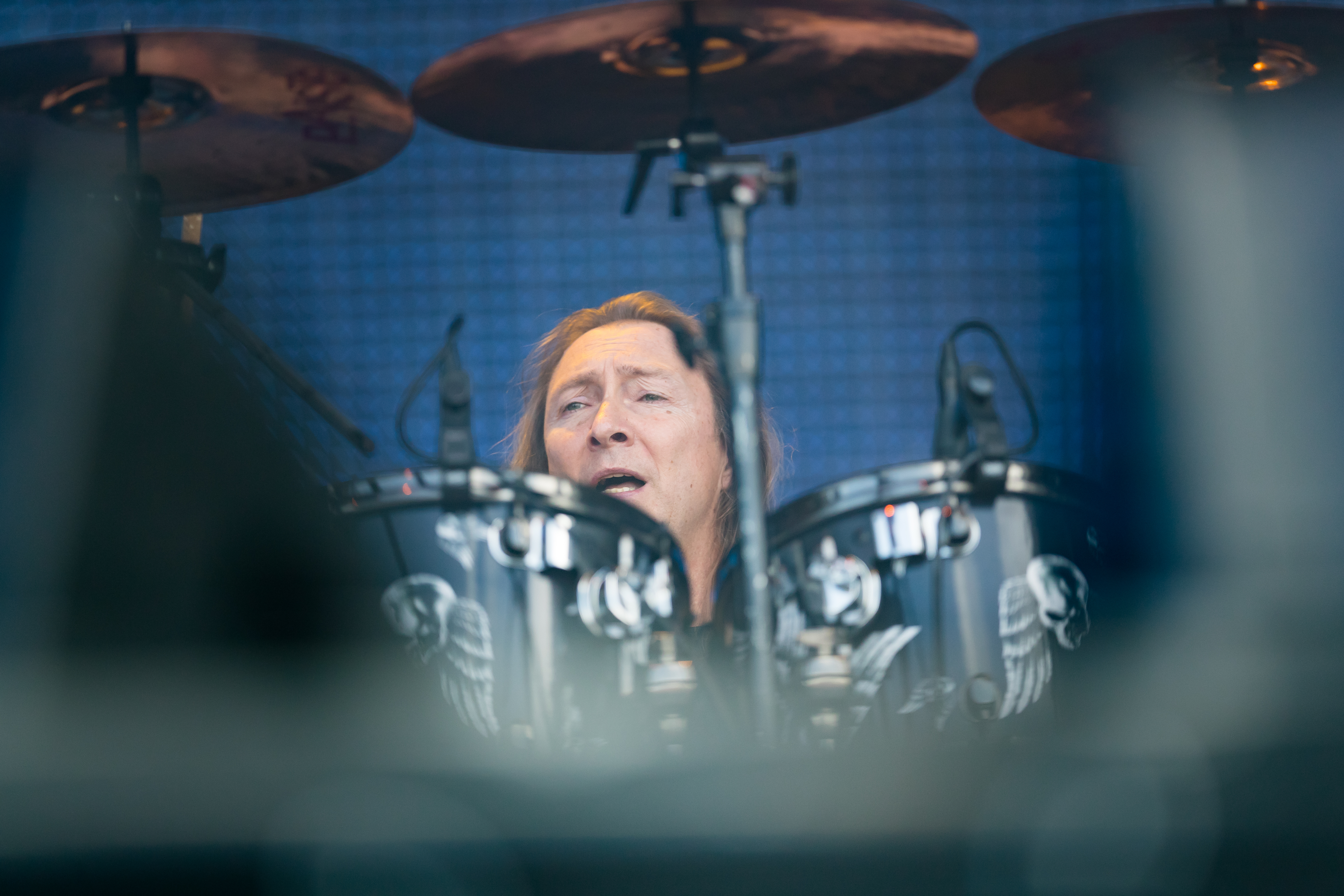
Stefan Arnold

Negli ultimi anni, a partire dalla pubblicazione di Liberty or Death, la formazione è cambiata ancora due volte: a fine 2007, viene reclutato Thilo Hermann (ex chitarrista di Faithful Breath, Risk e Running Wild) alla chitarra ritmica, già l'anno dopo fuoriuscì dalla band. Dopo questo avvenimento e la release di Ballads of a Hangman nel 2009, anche Manni Schdmit lascia la formazione per i continui contrasti con Bolthendahl. Trovatisi sprovvisti di chitarrista, i Grave Digger, ora sotto Napalm Records dopo i continui cambi di etichetta, annunciano Axel Ritt dei Domain: virtuoso del neoclassical-power metal. Per celebrare il quattordicesimo anniversario dell'album Tunes of War, nel 2010 la band incide e pubblica The Clans Will Rise Again, sulle tracce del sound della middle-ages trilogy, che culminerà in uno show al Wacken Open Air dove suoneranno tutto il disco del '97 e, dal quale, è stato tratto il DVD The Clans Are Still Marchin'. Dopo quest'esperienza, nell'attesa di scrivere nuovo materiale, i Grave Digger suonano per tre anni di fila al festival tedesco. Finché, nel 2012, non esce Clash of the Gods: concept-album sui miti greci, che però non riscuote molto successo di pubblico e critica.

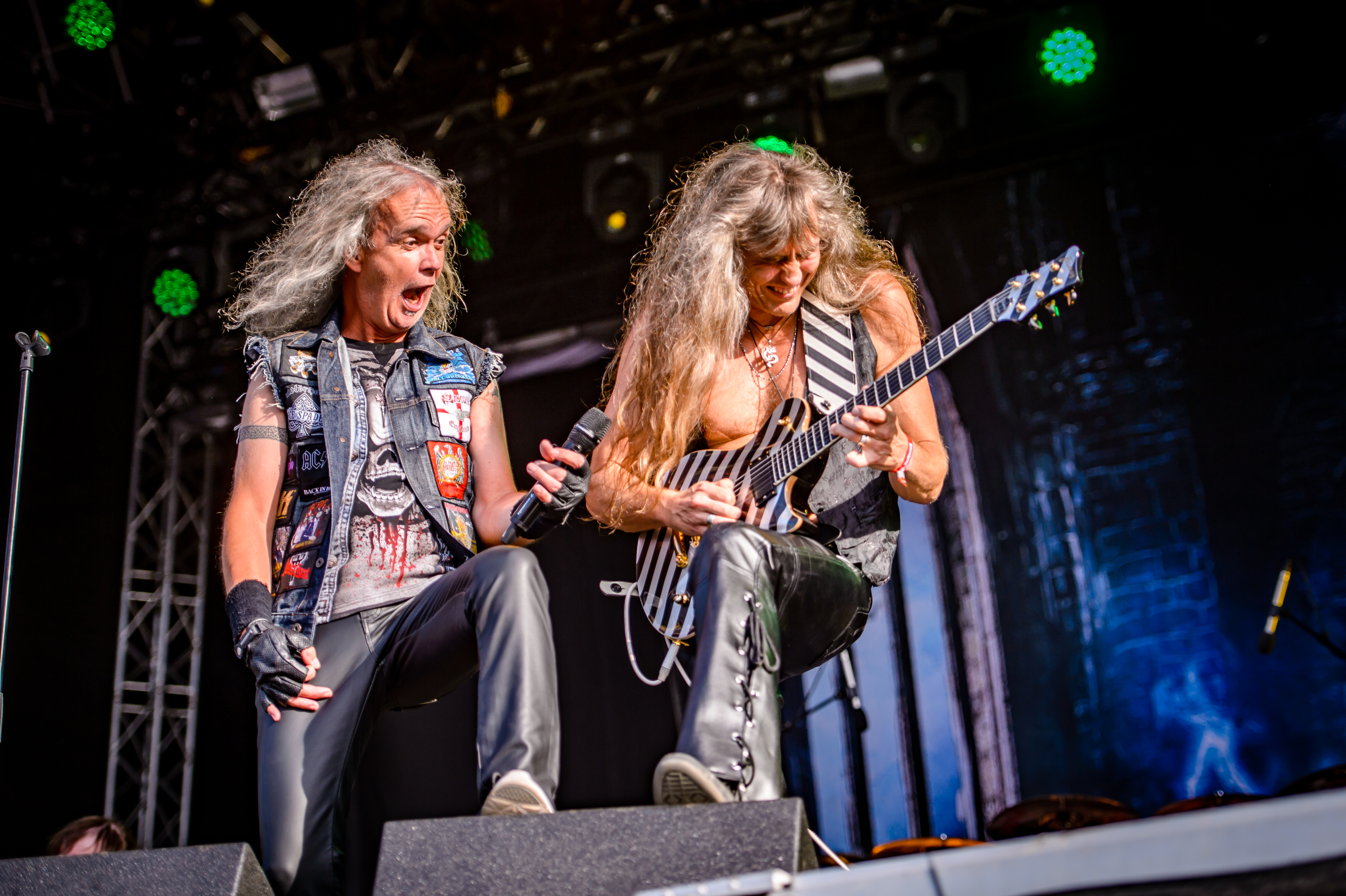
I Grave Digger al Rockharz Festival 2017

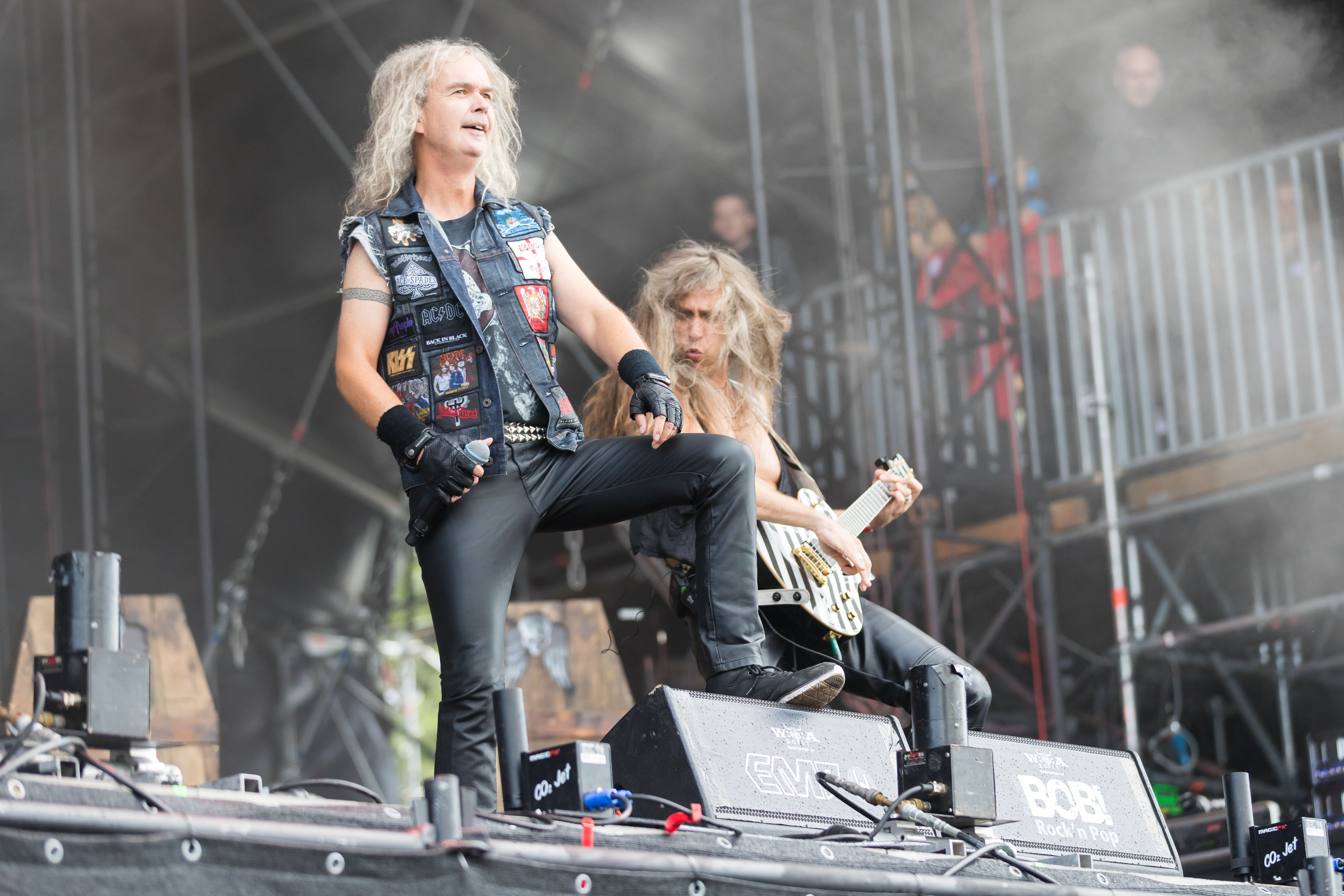
I Grave Digger al Wacken Open Air 2017

Nel 2014 è la volta di Return of the Reaper, un album che riprende le sonorità del primo periodo della band e che, in Germania, ottiene un notevole successo, specialmente con il singolo Tattooed Rider. Il tastierista di lungo corso H.P. Katzenburg, che impersonava anche "la morte" sul palco, lascia amichevolmente la band. Quindi, sostituito col loro tecnico del suono dal 2009 Marcus Kniep, partono per il tour di promozione al disco che culminerà con uno show all'Out & Loud festival in Germania. Tre anni dopo viene pubblicato il loro diciottesimo disco Healed by Metal, che conferma quanto di buono espresso col precedente. Nel settembre del 2018 è il turno di The Living Dead: l'ultimo con il batterista Stefan Arnold che, a sua volta, verrà sostituito dal suo ex-tecnico del suono Kniep. Nel maggio del 2020 esce Fields of Blood, ventesimo disco in studio della band.

## Formazione

### Formazione attuale
- Chris Boltendahl – voce (1980-presente)
- Tobias "Tobi" Kersting – chitarra (2023–presente)
- Jens Becker – basso (1997-presente)
- Marcus Kniep – tastiere (2014-presente) batteria (2018-presente)

### Ex componenti
- Simon Adam – batteria (1980)
- Willi Lackmann – basso (1980-1984)
- Albert Eckardt – batteria (1980-1987)
- Peter Masson – chitarra (1980-1987)
- C.F. Brank – basso (1985-1986)
- Uwe Lulis – chitarra (1987-2000)
- Tomi Göttlich – basso (1991-1997)
- Peter Breitenbach – batteria (1991-1993)
- Jörg Michael – batteria (1993-1994)
- Frank Ulrich – batteria (1994-1995)
- Hans Peter Katzenburg – tastiere (1995-2014)
- Manni Schmidt – chitarra (2000-2009)
- Thilo Hermann – chitarra ritmica (2007-2009)
- Stefan Arnold – batteria (1995-2018)
- Axel "Ironfinger" Ritt – chitarra (2009-2023)

## Discografia

### Album in studio
- 1984 – Heavy Metal Breakdown
- 1985 – Witch Hunter
- 1986 – War Games
- 1993 – The Reaper
- 1995 – Heart of Darkness
- 1996 – Tunes of War
- 1998 – Knights of the Cross
- 1999 – Excalibur
- 2001 – The Grave Digger
- 2003 – Rheingold
- 2005 – The Last Supper
- 2007 – Liberty or Death
- 2009 – Ballads of a Hangman
- 2010 – The Clans Will Rise Again
- 2012 – Clash of the Gods
- 2014 – Return of the Reaper
- 2017 – Healed by Metal
- 2018 – The Living Dead
- 2020 – Fields of Blood
- 2022 – Symbol of Eternity
- 2025 – Bone Collector

### Album dal vivo
- 2002 – Tunes of Wacken
- 2005 – 25 to Live
- 2011 – The Clans Are Still Marchin'

### EP
- 1984 – Shoot Her Down
- 1994 – Symphony of Death
- 1996 – The Dark of the Sun
- 2006 – Yesterday
- 2008 – Pray
- 2011 – The Ballad of Mary
- 2012 – Home at Last

### Compilation
- 2015 – Exhumation (The Early Years) (Ri-registrazione di vecchi brani)

### Raccolte
- 1993 – The Best of the Eighties
- 2002 – Masterpieces
- 2003 – Lost Tunes from the Vault
- 2016 – Let Your Heads Roll - The Very Best of the Noise Years

### Singoli
- 1996 – Rebellion
- 1998 – The Battle of Bannockburn
- 1999 – The Round Table (Forever)
- 2006 – Silent Revolution

### Digger
- 1987 – Stronger Than Ever

## Videografia
- 2002 – Tunes of Wacken
- 2005 – 25 to Live
- 2011 – The Clans Are Still Marchin'